# Prawo konkurencji
Prawo konkurencji (niekiedy prawo ochrony konkurencji) – gałąź prawa, której podstawowym celem jest ochrona przedsiębiorców przed zachowaniami innych przedsiębiorców, którzy, zakłócając rozwój wolnej konkurencji, ograniczają możliwość swobodnego realizowania interesów gospodarczych na wolnym rynku.
Prawo ochrony konkurencji zajmuje się m.in. następującymi dziedzinami:
- prawo antymonopolowe:
  - kontrola koncentracji (np. fuzje)
  - nadużywanie pozycji dominującej
  - porozumienia ograniczające konkurencję (np. kartele)
- pomoc publiczna
- nieuczciwa konkurencja.

W Polsce podstawowy akt prawny prawa konkurencji stanowi Ustawa o ochronie konkurencji i konsumentów z 16 lutego 2007 roku (Dz.U. z 2024 r. poz. 1616), natomiast kontrolę nad przestrzeganiem prawa o ochronie konkurencji pełni Urząd Ochrony Konkurencji i Konsumentów.